# Ромул Августул
Ромул Августул (око 463 — после 476.) је био последњи западни римски цар, син Орестов. Владао је између 28. августа 475. године и 4. септембра 476. године. Ромул Августул је углавном познат под ниподаштавајућим надимком Ромул Августул, иако је његово званично име било Ромул Август. 
Ромул је био син Ореста, римског грађанина из Паноније, који је вероватно германског порекла. Назван је Ромул по своме деди по мајци, племићу из Норика. Орест је постао magister militum под царем Јулијем Непотом 475. године. Убрзо пошто је дошао на ту позицију, Орест је подигао устанак и освојио је Равену, престоницу Западног римског царства од 402. године. Јулије Непот је побегао у Далмацију. Орест није постао цар и поставио је на престо свог сина, који је тада био дете. Византија је тада третирала Западно римско царство као клијентску државу — тако су цареви Антемије и Јулије Непот постављени на престо од стране Лава I, византијског цара. Византија је гледала на Ореста као на узурпатора, па ни Ромула Августула никада није признала за цара. 
Ромул је био само фигура, а стварну власт је имао његов отац. Неколико месеци пошто је дошао на власт, Орест је одбио да Херулима и неким другим плаћеницима додели земљу који су они тражили. То је изазвало побуну на чијем челу је био Одоакар. Орест је ухапшен близу Пјаченце 28. августа 476. године и одмах погубљен. Одоакар се затим упутио ка Равени, освојивши град и заробивши Ромула Августула. Млади цар је био приморан да абдицира, што се сматра легалним крајем Западног римског царства, будући да је Одоакар одбио да именује новог западног римског цара. Одоакар је постао стварни владар Италије.
Судбина Ромула после абдикације није позната. По једној верзији, Одоакар му је поштедео живот и чак му дао неки новац и послао га да живи код његових рођака у Кампанији. Изгледа да је 507. и 511. године Теодорик Велики потврдио годишње давање за Ромула и за његову мајку, мада није лако идентификовати овог Ромула са последњим западним римским царем.
После абдикације Ромула Августула, Сенат, Одоакар и Јулије Непот послали су делегацију код византијског цара Зенона. Одоакар је тражио да буде потврђен за вицекраља Италије. Сенат је тражио да Византија постави новог цара Западног римског царства, а Јулије Непот је тражио да поново добије круну. Зенон је одбио захтев сената, а захтев Одоакра је прихваћен да буде намесник под формалном владавином легитимног цара Јулија Непота. Новци са ликом Јулија Непота су били ковани у Италији тако све до 480. године. Но, то је била само формална страна. Јулије Непот никада није имао никакву стварну власт. После Непотове смрти, Одоакар је освојио Далмацију.